# Legion of Merit
La Legion of Merit ("Legione al merito") è una decorazione militare degli Stati Uniti d'America, creata dal presidente Franklin D. Roosevelt il 20 luglio 1942, e concessa ai membri dell'Esercito americano e delle nazioni alleate.
Si tratta dell'unica decorazione americana suddivisa in gradi ed è la sesta nell'ordine delle più alte decorazioni americane, dopo la Medaglia al Servizio Superiore di Difesa e prima della Croce al valore aeronautico. Il suo disegno riprende quello della Legion d'Onore Francese.

## Storia
L'idea di creare una medaglia particolare che descrivesse il servizio meritevole dei militari impegnati nel conflitto mondiale iniziò a balenarsi nel 1937 senza che venisse mai concretizzata.
In una lettera al Quartiermastro Generale datata 24 dicembre 1941, l'Aiutante Generale formalmente richiese i disegni per la nuova decorazione da crearsi provvisti dagli artisti dell'esercito Bailey, Banks e Biddle che vennero consegnati il 5 gennaio 1942.
Il 3 aprile 1942 i disegni vennero approvati e la medaglia ottenne ufficialmente il nome di Legion of Merit assumendo dunque le prerogative di un ordine cavalleresco e ottenendo dal congresso la possibilità che tale decorazione fosse concessa non solo a tutto il personale dell'esercito statunitense ma anche a quelli degli alleati.
Il presidente Franklin D. Roosevelt con ordine esecutivo del 29 ottobre 1942 stabilì il regolamento per la concessione dell'Ordine e che fosse necessaria l'approvazione dello stesso presidente per la sua consegna, clausola che ad ogni modo venne meno già dal 1943 quando il dipartimento di guerra degli Stati uniti delegò al generale George C. Marshall la concessione e l'approvazione delle decorazioni. Dal 15 marzo 1955 il presidente Dwight D. Eisenhower riportò l'autorità concedente nelle mani del presidente stesso.

## Gradi
| Commendatore capo Chief Commander | Commendatore Commander | Ufficiale Officer | Legionario Legionnaire |
| --------------------------------- | ---------------------- | ----------------- | ---------------------- |
|                                   |                        |                   |                        |
| Nastro                            |                        |                   |                        |
|                                   |                        |                   |                        |

## Insegne
La medaglia dell'Ordine è costituita da una medaglia che riprende la decorazione della Legion d'Onore francese: essa è composta da cinque braccia biforcate smaltate di bianco e bordate di cremisi, il tutto su un fondo d'oro e circondate da una corona d'alloro smaltata di verde. al centro della medaglia si trova un tondo blu contenente 13 stelle (le originarie tredici colonie americane), circondato da una cornice d'oro.
La placca dell'Ordine riprende le medesime decorazioni della medaglia ed è concessa unicamente per la classe di Commendatore Capo.
Il nastro dell'Ordine è cremisi bordato di bianco.

## Insigniti notabili
Alcuni tra i decorati sono:
- Comandanti in Capo
  - generalissimo Cinese Chiang Kai-shek (luglio 1943)
  - generale inglese Bernard Law Montgomery (6 agosto 1943)
  - re Giorgio VI del Regno Unito (1945)
  - ammiraglio inglese Andrew Cunningham
  - maresciallo dell'Unione Sovietica Georgij Konstantinovič Žukov (1945)
  - re Michele I di Romania (1945)
  - imperatore d'Etiopia Hailé Selassié (1945)
  - re Olav V di Norvegia (1945)
  - generale serbo Draža Mihailović (29 marzo 1948, postuma)
  - primo ministro Australiano Robert Menzies (1950)
  - re Bhumibol Adulyadej di Thailandia (28 giugno 1960)
  - generale Israeliano Gabi Ashkenazi (24 luglio 2008)
  - Emiro Sabah IV al-Ahmad al-Jabir Al Sabah del Kuwait (17 settembre 2020)
  - re Muhammad VI del Marocco del Marocco (16 gennaio 2021)
- Comandanti
  - Generale francese Alain de Boissieu
  - Generale inglese e governatore generale della Nuova Zelanda Bernard Freyberg
  - Generale ed ex presidente Filippino Fidel Valdez Ramos
  - Generale Polacco Władysław Anders
  - Generale Umberto Utili comandante del Corpo Italiano di Liberazione
  - Ammiraglio italiano Giampaolo Di Paola, ex capo di stato maggiore della difesa (Italia), ex ministro della difesa della Repubblica Italiana (governo Monti I)
  - Generale Rolando Mosca Moschini, ex comandante generale della Guardia di Finanza ed ex capo di stato maggiore della difesa
  - Generale Antonio Cárdenas Rodríguez, comandante della Fuerza Aérea Expedicionaria Mexicana e dello Squadrone 201
  - Generale Claudio Graziano, capo di stato maggiore della difesa
  - Generale Luca Goretti, Capo di Stato Maggiore dell'Aeronautica.
- Ufficiali
  - Generale Bruno Loi, comandante del contingente italiano nella Missione Restore Hope
  - John Frederick Boyce Combe
  - Retroammiraglio Henry Mullinnix
  - Generale di Divisione CC. Giovanni Pietro Barbano, Capo Missione EULEX (European Union Rule of Law Mission in Kosovo)
  - Generale di Brigata Mauro D’Ubaldi, Comandante del Train Advice and Assist Command West (Resolute Support Mission- Afghanistan)
  - Generale di Corpo d'Armata Giovanni Fungo, Sottocapo di Stato Maggiore dell'Esercito
  - Generale di Corpo d'Armata Pietro Serino, capo di stato maggiore dell'Esercito
  - Generale di Corpo d'Armata Luciano Portolano, comandante del Comando Operativo Interforze (2 volte)
  - Generale di Corpo d'Armata Francesco Paolo Figliuolo, commissario straordinario per l'emergenza COVID
  - Generale di Corpo d'Armata CC Carmelo Burgio
  - Colonnello Sergio Cannas. Aeronautica Militare Italiana
- Legionari
  - Dr. Gavino Raoul Piras, Presidenza Consiglio dei Ministri, Decreto del 19.06.2012: attività "I" dal 2006 al 2010 in Afghanistan e Iraq; Decreto MAE 847/bis del 27.12.2012
  - Generale CC. Fabrizio Parrulli, comandante dipartimento per l'addestramento delle forze irachene (NTM-1)
  - Generale di Divisione Roberto Vannacci.
  - Retroammiraglio Grace Murray Hopper